# CEPT1
CEPT1 (англ. Choline/ethanolamine phosphotransferase 1) – білок, який кодується однойменним геном, розташованим у людей на 1-й хромосомі. Довжина поліпептидного ланцюга білка становить 416 амінокислот, а молекулярна маса — 46 554.
| 10         |  | 20         |  | 30         |  | 40         |  | 50         |
| ---------- |  | ---------- |  | ---------- |  | ---------- |  | ---------- |
| MSGHRSTRKR |  | CGDSHPESPV |  | GFGHMSTTGC |  | VLNKLFQLPT |  | PPLSRHQLKR |
| LEEHRYQSAG |  | RSLLEPLMQG |  | YWEWLVRRVP |  | SWIAPNLITI |  | IGLSINICTT |
| ILLVFYCPTA |  | TEQAPLWAYI |  | ACACGLFIYQ |  | SLDAIDGKQA |  | RRTNSSSPLG |
| ELFDHGCDSL |  | STVFVVLGTC |  | IAVQLGTNPD |  | WMFFCCFAGT |  | FMFYCAHWQT |
| YVSGTLRFGI |  | IDVTEVQIFI |  | IIMHLLAVIG |  | GPPFWQSMIP |  | VLNIQMKIFP |
| ALCTVAGTIF |  | SCTNYFRVIF |  | TGGVGKNGST |  | IAGTSVLSPF |  | LHIGSVITLA |
| AMIYKKSAVQ |  | LFEKHPCLYI |  | LTFGFVSAKI |  | TNKLVVAHMT |  | KSEMHLHDTA |
| FIGPALLFLD |  | QYFNSFIDEY |  | IVLWIALVFS |  | FFDLIRYCVS |  | VCNQIASHLH |
| IHVFRIKVST |  | AHSNHH     |  |            |  |            |  |            |

A: Аланін

C: Цистеїн

D: Аспарагінова кислота

E: Глутамінова кислота

F: Фенілаланін

G: Гліцин

H: Гістидин

I: Ізолейцин

K: Лізин

L: Лейцин

M: Метіонін

N: Аспарагін

P: Пролін

Q: Глутамін

R: Аргінін

S: Серин

T: Треонін

V: Валін

W: Триптофан

Кодований геном білок за функціями належить до трансфераз, фосфопротеїнів. 
Задіяний у таких біологічних процесах, як метаболізм ліпідів, біосинтез ліпідів. 
Білок має сайт для зв'язування з іонами металів, іоном магнію, іоном марганцю. 
Локалізований у ядрі, мембрані, ендоплазматичному ретикулумі.